# Charles Gemora
Charles Gemora (1903–1961) est un acteur du cinéma américain connu pour ses apparitions dans les rôles de gorille.

## Biographie
Né aux Philippines sur l'île de Negros, alors colonie américaine, Charles Gemora arrive clandestinement en Californie. Doué pour le dessin, il propose d'esquisser des portraits à l'entrée des Studios Universal pour gagner un peu d'argent et se fait remarquer et engager en 1923 dans l'équipe de décorateurs et costumiers du film Notre-Dame de Paris (The Hunchback of Notre Dame) de Wallace Worsley.
En 1928, ayant préparé un costume de gorille pour le film The Leopard Lady de Rupert Julian, il met à profit sa petite taille (1,65 m) pour l'endosser et jouer le rôle.
Il est assez remarquable de voir comment Charles Gemora s'est installé dans cette niche à priori particulièrement étroite. Perfectionnant son jeu en observant des gorilles au zoo de San Diego, il devient l'acteur attitré de ce rôle. À ce titre, il donna la réplique aux Marx Brothers dans Un jour au cirque (At the Circus) ou à Laurel et Hardy dans Prenez garde au lion (The Chimp) et Les montagnards sont là (Swiss Miss) dans des rôles non négligeables. Il interprète aussi deux des adaptations cinématographiques du Double assassinat dans la rue Morgue.
Charles Gemora meurt à Hollywood en 1961 d'une crise cardiaque alors qu'il travaille sur le tournage de Jack le tueur de géants (Jack the Giant Killer) de Nathan Juran.

## Filmographie
Source principale de la filmographie :

### En tant qu'acteur
- 1928 : The Leopard Lady de Rupert Julian : le gorille
- 1928 : The Circus Kid de George B. Seitz : Zozo, le gorille
- 1928 : Do Gentlemen Snore? de Leo McCarey (CM) : Charley, le gorille (non crédité)
- 1929 : Why Gorillas Leave Home de Arvid E. Gillstrom (CM) :
- 1929 : Seven Footprints to Satan de Benjamin Christensen : le gorille (non crédité)
- 1929 : Stark Mad de Lloyd Bacon : le gorille (non crédité)
- 1930 : Ingagi de William Campbell : le gorille
- 1930 : Bear Shooters de Robert F. McGowan (CM) : le gorille
- 1930 : Le Club des trois (The Unholy Three) de Jack Conway : le gorille (non crédité)
- 1930 : The Gorilla de Bryan Foy : le gorille (non crédité)
- 1931 : Ghost Parade de Mack Sennett (CM) : le gorille
- 1932 : Seal Skins de Morey Lightfoot et Gilbert Pratt (CM) : Jocko, le gorille boxeur (non crédité)
- 1932 : Double Assassinat dans la rue Morgue (Murders in the Rue Morgue) de Robert Florey : Erik, le gorille (non crédité)
- 1932 : Prenez garde au lion (The Chimp) de James Parrott (CM) : Ethel le chimpanzé (non crédité)
- 1932 : Hawkins & Watkins Inc. de Mack Sennett (CM) : le gorille (as Sir Charles)
- 1932 : The Savage Girl de Harry L. Fraser  : le gorille (non crédité)
- 1932 : L'Île du docteur Moreau (Island of Lost Souls) d'Erle C. Kenton : le gorille sur le quai (non crédité)
- 1933 : Nature in the Wrong de Charley Chase (CM) : le gorille (non crédité)
- 1933 : So This Is Africa d'Edward F. Cline : le gorille
- 1933 : Sing, Bing, Sing de Babe Stafford (CM) : Sir Charles, le gorille
- 1934 : Bum Voyage de Nick Grinde  (CM) : le gorille (non crédité)
- 1935 : Gum Shoes de Del Lord (CM) : le gorille (non crédité)
- 1938 : Les montagnards sont là (Swiss Miss) de John G. Blystone : le gorille (as Charles Gamore)
- 1939 : Un jour au cirque (At the Circus) de Edward Buzzell : Gibraltar (non crédité)
- 1941 : The Monster and the Girl (en) de Stuart Heisler : le gorille (non crédité)
- 1941 : En route vers Zanzibar (Road to Zanzibar) de Victor Schertzinger : le gorille (non crédité)
- 1943 : Two Weeks to Live de Malcolm St. Clair : Plato, le gorille (non crédité)
- 1944 : Gildersleeve's Ghost de Gordon Douglas : le gorille (non crédité)
- 1946 : En route vers l'Alaska (Road to Utopia) de Hal Walker : Bear (non crédité)
- 1948 : Who Killed Doc Robbin de Bernard Carr : le gorille (non crédité)
- 1949 : Deux Nigauds en Afrique ou Abbott et Costello en Afrique (Africa Screams) de Charles Barton : le singe (non crédité)
- 1953 : La Sorcière blanche (White Witch Doctor) de Henry Hathaway : le gorille (non crédité)
- 1953 : La guerre des mondes (The War of the Worlds) de Byron Haskin : un martien (non crédité)
- 1954 : Le Fantôme de la rue Morgue (Phantom of the Rue Morgue) de Roy Del Ruth : Sultan, le gorille (non crédité)
- 1958 : I Married a Monster from Outer Space de Gene Fowler Jr. : Alien (non crédité)
- 1958 : Mardi Gras de Edmund Goulding : le gorille (non crédité)

### Maquillage et costumes
- 1948 : Monsieur Peabody et la Sirène (Mr. Peabody and the Mermaid) d'Irving Pichel

### Sources
Biographie sur IMDb